# Punta Leretta
La punta Leretta (Mont-de-Léretta in francese; Moun-dé-Léretta in patois fontainemorain) è una vetta della Valle d'Aosta, appartenente alle Alpi Biellesi e alta 2.051 m s.l.m.. 

## Descrizione
La montagna à la principale elevazione del costolone che, partendo dal mont Mars, divide due valloni della Valle del Lys, quello del Torrent de Pacoulla (a nord) e quello del Torrent de Bouroz (a sud). È collegata al Mars dalla sella del Plan-du-Duc. La montagna appartiene amministrativamente al comune di Fontainemore.
Su molte cartine il toponimo Punta Leretta è assegnato all'anticima occidentale a quota 1997, mentre alcune fonti battezzano l'elevazione principale Punta Leretta cima est. Questo rilievo è quotato 2.051,7 dalla cartografia ufficiale regionale.

## Accesso alla vetta

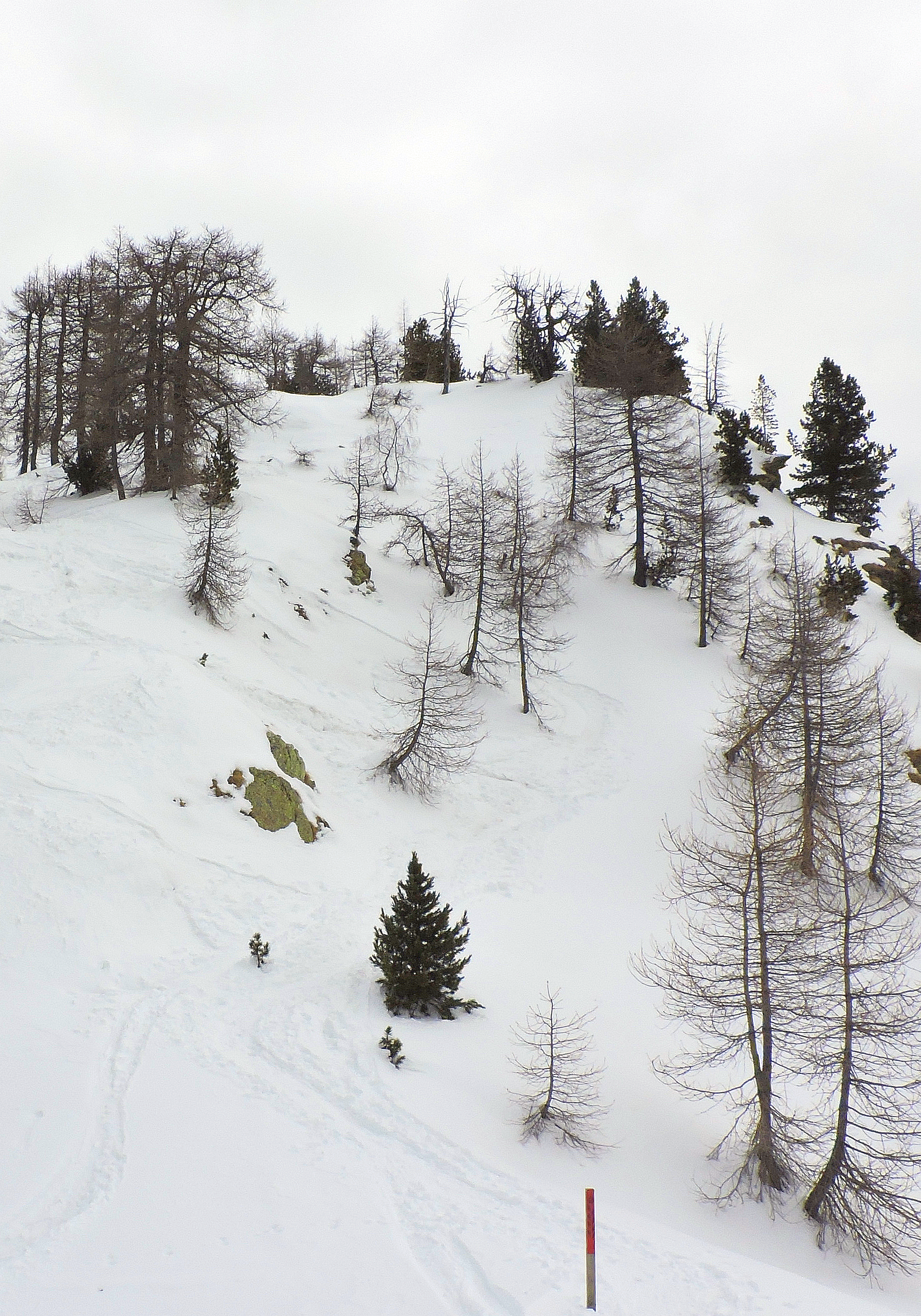
La cima orientale.

È possibile salire sulla vetta in circa 2.30 ore per un sentiero (2D) che parte dalla frazione Coumarial, raggiungibile in auto.
Più che come meta estiva la punta Leretta è però nota come meta scialpinistica
È anche parecchio frequentata d'inverno dagli escursionisti con le racchette da neve, anche perché vi arriva un percorso ad anello battuto e segnalato con palline colorate, sempre con partenza da Coumarial.
Dalla vetta si può osservare un panorama sulle montagne della bassa Valle d'Aosta.

## Cartografia
- Cartografia ufficiale della Regione Valle d'Aosta in varie scale, Consultabile on-line Archiviato il 16 maggio 2019 in Internet Archive.
- Cartografia ufficiale italiana dell'Istituto Geografico Militare (IGM) in scala 1:25.000 e 1:100.000, consultabile on line
- Carta dei sentieri e dei rifugi scala 1:50.000 n. 9 Ivrea, Biella e Bassa Valle d'Aosta, Istituto Geografico Centrale - Torino